# 潟上市
潟上市（かたがみし）は、秋田市の北西、男鹿市の南東に位置する市。市域面積97.72km2で秋田県内で最小面積の市である。

## 概要
八郎潟、日本海に面している。
旧飯田川町エリアは住宅と田の占める割合が大きい。近年、飯塚地区の国道7号・国道285号沿いに郊外型の商業施設の出店が相次いでいる。旧昭和町エリアは、人口減少に歯止めがかからないものの、JR大久保駅付近が開発されており、住宅・医療関係が整備されつつある。郊外型の大型店が増える中、商店街がそのまま残っているのも特色である。
潟上の地名は、『日本三代実録』および『和名類聚抄』（書中では方上）ならびに八郎潟の上方（潟の上）に位置することに由来する。

## 地理
八郎潟調整池に境界未定部分がある。
- 山：二荒山
- 河川：豊川、馬踏川、妹川
- 湖沼：八郎潟
- 海：出戸浜海水浴場

### 隣接している自治体
- 秋田市
- 男鹿市
- 南秋田郡：井川町

## 歴史
- 出羽国秋田郡方上村(かたがみ)として成立した。
- 2005年（平成17年）3月22日 - 南秋田郡飯田川町・昭和町・天王町が合併（新設合併）し、潟上市が発足。
- 2006年（平成18年）11月1日 - 11月7日 - 潟上市としては初めて種苗交換会が開かれる。
- 2015年（平成27年）5月7日 - 天王字棒沼台に市役所新庁舎が完成、この日より新庁舎での業務を開始する[3]。これにともない昭和、飯田川の各庁舎が出張所へと変更される[3]。

## 産業

### 漁業
- 天王漁港
- 江川漁港

### 金融
- 秋田銀行 - 指定金融機関
  - 大久保支店（昭和地区）
  - 天王支店（天王地区）
  - 追分支店（天王地区）
- 秋田信用金庫
  - 昭和支店（昭和地区）
  - 天王支店（天王地区）
- あきた湖東農業協同組合
  - 潟上支所（昭和地区）
- 秋田なまはげ農業協同組合
  - 天王支店（天王地区）

北都銀行飯塚支店および昭和支店は、秋田市の土崎支店内に所在。

### 企業

#### 飯田川地区
- ミツミ電機秋田事業所
- 小玉醸造
  - 太平山（清酒）
  - ヤマキウ（味噌・醤油）
- ニチレキ秋田営業所
- メルシティ潟上
  - ニトリ
  - ダイソー
  - ダイユーエイト（ホームセンター）
  - ヤマダ電機テックランド潟上店
  - ザ・ビッグ（スーパーマーケット）
  - 西松屋
  - ユニクロ
  - AOKI
  - マツモトキヨシ
  - ワークマン
  - 秋田トヨタ自動車潟上店
  - ブックスモア潟上店
- パティスリー パルテール

#### 昭和地区
- フレッシュダイナー秋田工場（東洋水産子会社）
- 佐藤食品株式会社（八郎潟産佃煮製造・販売）
- ツルハドラッグ
- コメリ

#### 天王地区
- 五洋電子本社・天王工場 - 日立国際電気のグループ会社。電子機器製造。
- 秋田DNライティング - DNライティングの子会社。照明器具製造。
- 大川自動車秋田案内所 - 香川県に本拠地を置くバス事業者であるが、東北・北海道方面の農業関係者を四国旅行に誘致することを目的に、本社勤務だった社員配偶者実家である同地に案内所を開設している。
- マックスバリュ
- テラタ
- ナイス
- いとく

### 郵便局
- 飯田川郵便局（集配局）
- 大久保郵便局（集配局）
- 天王郵便局（集配局）
- 下虻川郵便局
- 上北野簡易郵便局
- 出戸浜簡易郵便局
- 東湖簡易郵便局
- 大崎簡易郵便局
- 槻木簡易郵便局

## 行政

### 市長
| 代         | 期         | 氏名     | 就任                      | 退任                      | 備考               |
| ---------- | ---------- | -------- | ------------------------- | ------------------------- | ------------------ |
| 職務代行者 | 職務代行者 | 小玉久男 | 2005年（平成17年）3月22日 | 2005年（平成17年）4月16日 | 旧飯田川町長       |
| 1          | 1          | 石川光男 | 2005年（平成17年）4月17日 | 2017年（平成29年）4月16日 | 旧天王町長         |
| 1          | 2          | 石川光男 | 2005年（平成17年）4月17日 | 2017年（平成29年）4月16日 | 旧天王町長         |
| 1          | 3          | 石川光男 | 2005年（平成17年）4月17日 | 2017年（平成29年）4月16日 | 旧天王町長         |
| 2          | 4          | 藤原一成 | 2017年（平成29年）4月17日 | 2021年（令和3年）4月16日  | 元文部科学省視学官 |
| 3          | 5          | 鈴木雄大 | 2021年（令和3年）4月17日  | 現職                      | 元秋田県議会議員   |

### 庁舎
- 本庁舎
- 飯田川出張所 - 旧飯田川町役場
- 昭和出張所 - 旧昭和町役場
- 天王出張所 - 現市役所設置と同時に、市の天王福祉センターの建物内に設置
- 追分出張所 - 旧天王町役場追分出張所→旧・市役所天王庁舎追分出張所

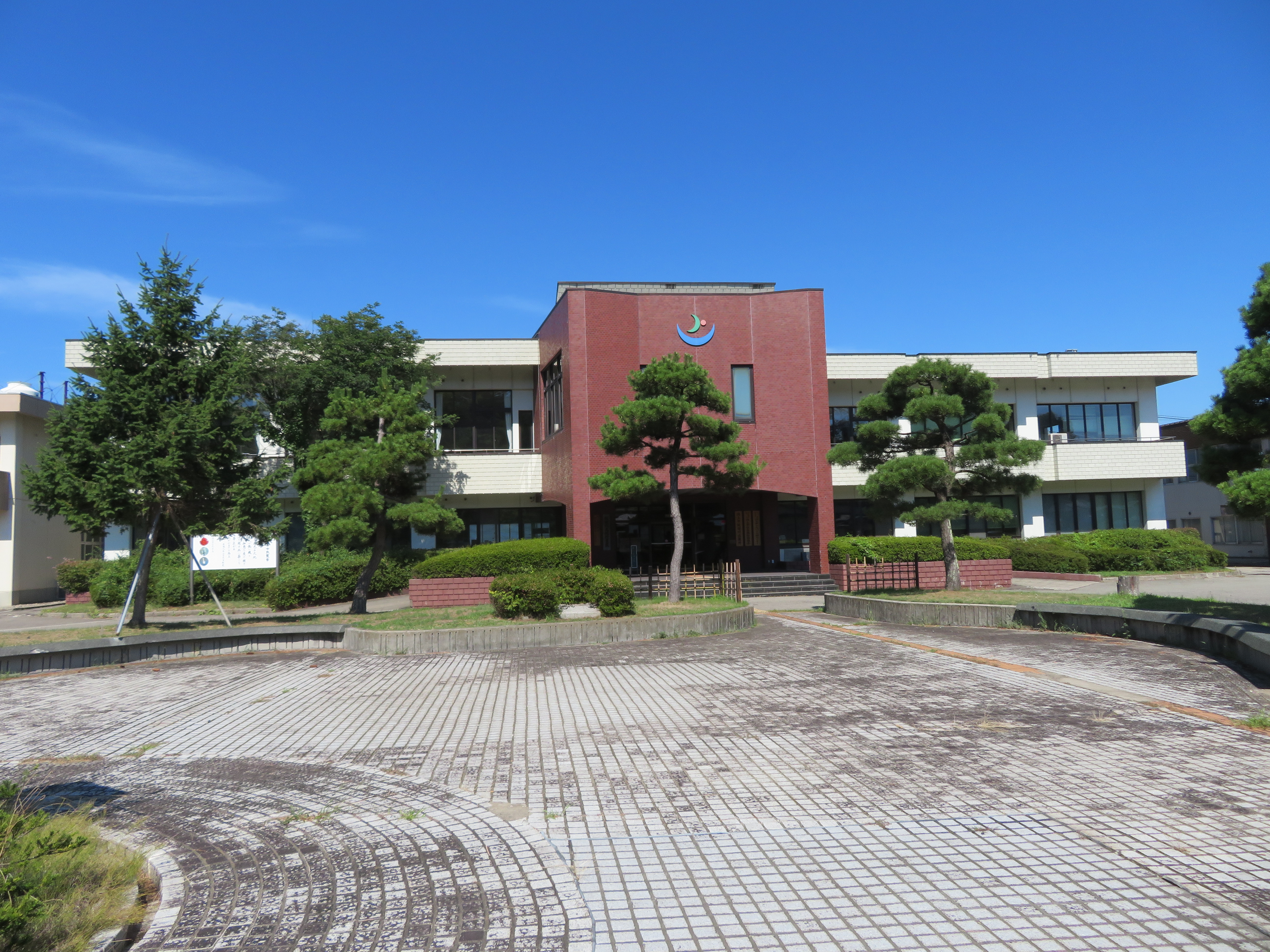
飯田川庁舎
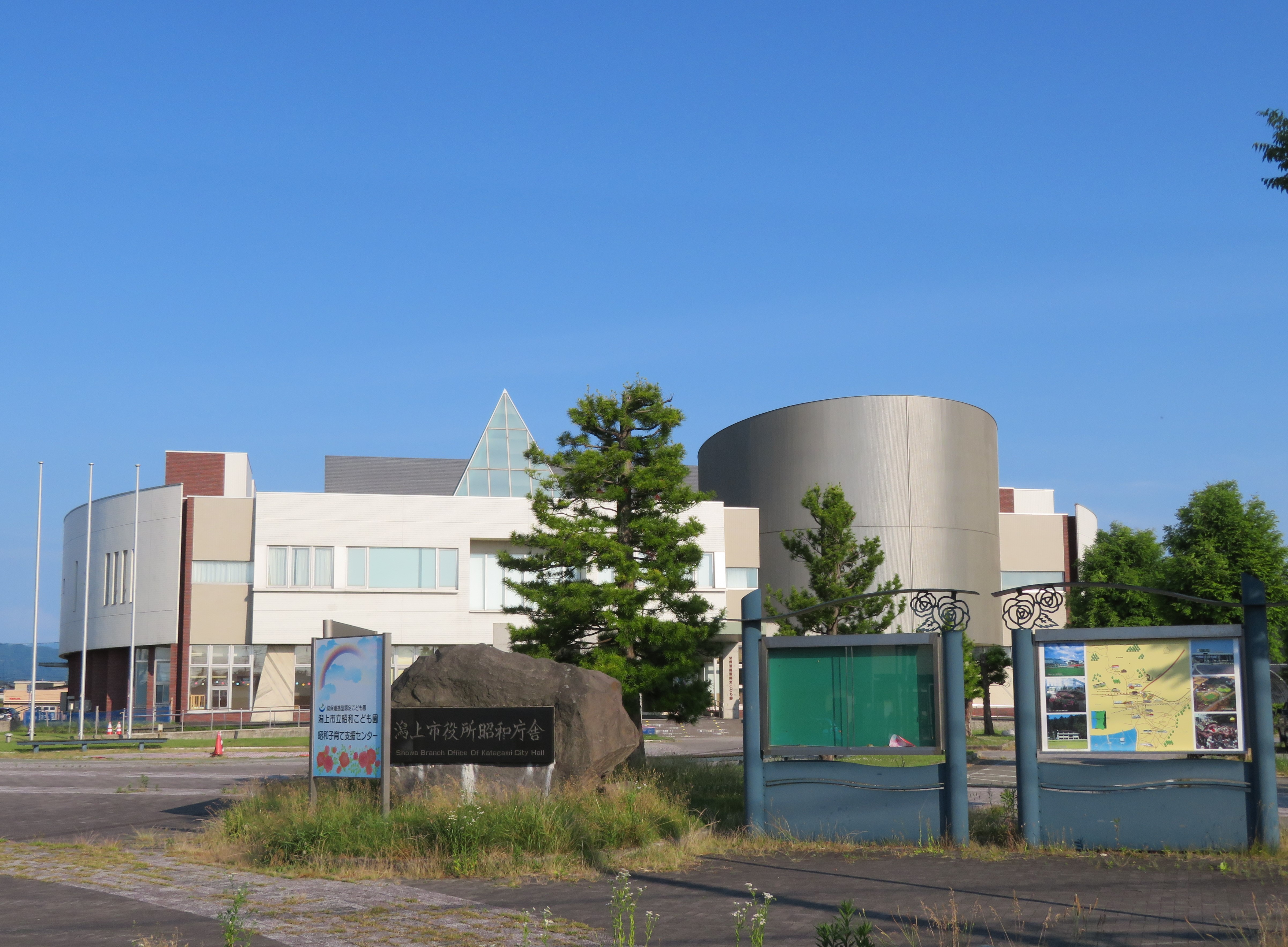
昭和庁舎（潟上市立昭和こども園）

合併当初は暫定的に分庁舎方式（住所上は市長室が設置された天王庁舎を本庁舎扱いとした）を採用し、合併から10年後の2015年（平成27年）5月、天王地区に新たな本庁舎が建設された。新庁舎での業務開始に合わせて、従来の飯田川庁舎、昭和庁舎はそれぞれ出張所へと移行されている。また、天王庁舎配下にあった追分出張所は、本庁直轄の出張所となり、飯田川・昭和庁舎と同列になった。そして、旧天王庁舎近隣に新たに天王出張所を開設した。
合併前の3町における生活圏は、旧天王町は男鹿市・秋田市寄り、旧飯田川町・昭和町は五城目町・八郎潟町・井川町などのいわゆる湖東地区寄りであり、各自治体で構成される広域組合やJAなどの設置もほぼこれに沿っていた。2010年3月に策定した本庁舎建築基本計画によると、天王地区に新築し（ただし、飯田川・昭和地区からの便が利く位置としている）、遅くとも2013年4月に稼動するよう、合併特例債が利用可能な期間のうちに建設に着手する方針としていた。この時点では建設予定地は、市有地・民有地のいずれの可能性も排除しないものの確定していないとしていた。
旧来の天王庁舎は築40年超と老朽化しており、また耐震基準も満たさないため、本庁舎稼動後は併設する第二庁舎とともに取り壊しの上、駐車場用地とともに売却され、後に跡地には高齢者施設が建設された。
築30年弱となる飯田川庁舎は、売却ないしは公共の貸しスペースとして利用する意向である。
昭和庁舎は、最後の町長であった千田鐵太郎時代の建築であり、建物としては新しく他庁舎と比べて規模はかなり大きいものの、新庁舎とするにはやや手狭であることから、公共の貸しスペースなどで活用する方向としていた。2018年までの建設工事で、2階部分には昭和地区の幼稚園や保育所を集約した公立の認定こども園である潟上市立昭和こども園が設置された。1階部分は、引き続き昭和出張所の窓口として継続される方針である。
本庁舎稼動後は、飯田川・昭和地区へ（仮称）総合窓口センターを設置することで、利便性を確保する方向で検討されていたが、上述のように、本庁舎の出先機関である出張所とされた。

## 議会

### 県議会
- 定数：1人
- 選挙区：潟上市選挙区

| 議員名 | 会派名     | 備考             |
| ------ | ---------- | ---------------- |
| 瓜生望 | 自由民主党 | 元潟上市議会議員 |

### 衆議院
- 選挙区：秋田2区

## 人口
県全体の人口が減少を続ける中、国勢調査結果では2000年代前半まで住民基本台帳人口が増加傾向にある秋田県内では数少ない自治体であった。なお、住民基本台帳人口は2005年度以降緩やかな減少傾向にある。
| |                                        |  |
| 潟上市と全国の年齢別人口分布（2005年） | 潟上市の年齢・男女別人口分布（2005年） |  |
| ■紫色 ― 潟上市 ■緑色 ― 日本全国 | ■青色 ― 男性 ■赤色 ― 女性              |  |
| 潟上市（に相当する地域）の人口の推移 \| 1970年（昭和45年） \| 28,678人 \| \| \| 1975年（昭和50年） \| 29,690人 \| \| \| 1980年（昭和55年） \| 32,895人 \| \| \| 1985年（昭和60年） \| 33,482人 \| \| \| 1990年（平成2年） \| 33,470人 \| \| \| 1995年（平成7年） \| 34,660人 \| \| \| 2000年（平成12年） \| 35,711人 \| \| \| 2005年（平成17年） \| 35,814人 \| \| \| 2010年（平成22年） \| 34,473人 \| \| \| 2015年（平成27年） \| 32,038人 \| \| \| 2020年（令和2年） \| 31,720人 \| \| |                                        |  |
| 総務省統計局 国勢調査より |                                        |  |
| 1970年（昭和45年） | 28,678人                               |  |
| 1975年（昭和50年） | 29,690人                               |  |
| 1980年（昭和55年） | 32,895人                               |  |
| 1985年（昭和60年） | 33,482人                               |  |
| 1990年（平成2年） | 33,470人                               |  |
| 1995年（平成7年） | 34,660人                               |  |
| 2000年（平成12年） | 35,711人                               |  |
| 2005年（平成17年） | 35,814人                               |  |
| 2010年（平成22年） | 34,473人                               |  |
| 2015年（平成27年） | 32,038人                               |  |
| 2020年（令和2年） | 31,720人                               |  |

## 教育

### 高等学校
- 秋田県立秋田西高等学校（天王地区）

### 中学校
- 潟上市立羽城中学校（飯田川・昭和地区）…所在地は、昭和大久保だが、合併前は「昭和町飯田川町組合立」の中学校として、旧飯田川町・旧昭和町全域の学区校となっていた。
- 潟上市立天王中学校（天王地区）
- 潟上市立天王南中学校（天王地区）…合併前の旧天王町南部の一部地域の中学生は、かつて秋田市下新城中野の秋田市立秋田北中学校の学区だったため、天王中学校学区の南部を分割して、秋田北中学校に通っていた生徒を編入して天王南中学校を設置した。

### 小学校
- 潟上市立飯田川小学校（飯田川地区）
- 潟上市立大豊小学校（昭和地区）
- 潟上市立天王小学校（天王地区）
- 潟上市立出戸小学校（天王地区）
- 潟上市立東湖小学校（天王地区）
- 潟上市立追分小学校（天王地区）

### 特別支援学校
- 秋田県立支援学校天王みどり学園（天王地区）

## 施設

### 県施設
- 秋田県自治研修所（天王地区）
- 秋田県総合教育センター（天王地区）
- 秋田地域振興局福祉環境部（秋田中央保健所・中央福祉事務所）（昭和地区）
- 秋田県果樹試験場天王分場（天王地区）

### 就労訓練施設
- 独立行政法人 高齢・障害・求職者雇用支援機構秋田支部秋田職業能力開発促進センター（天王地区）

### 文化施設
- 天王グリーンランド

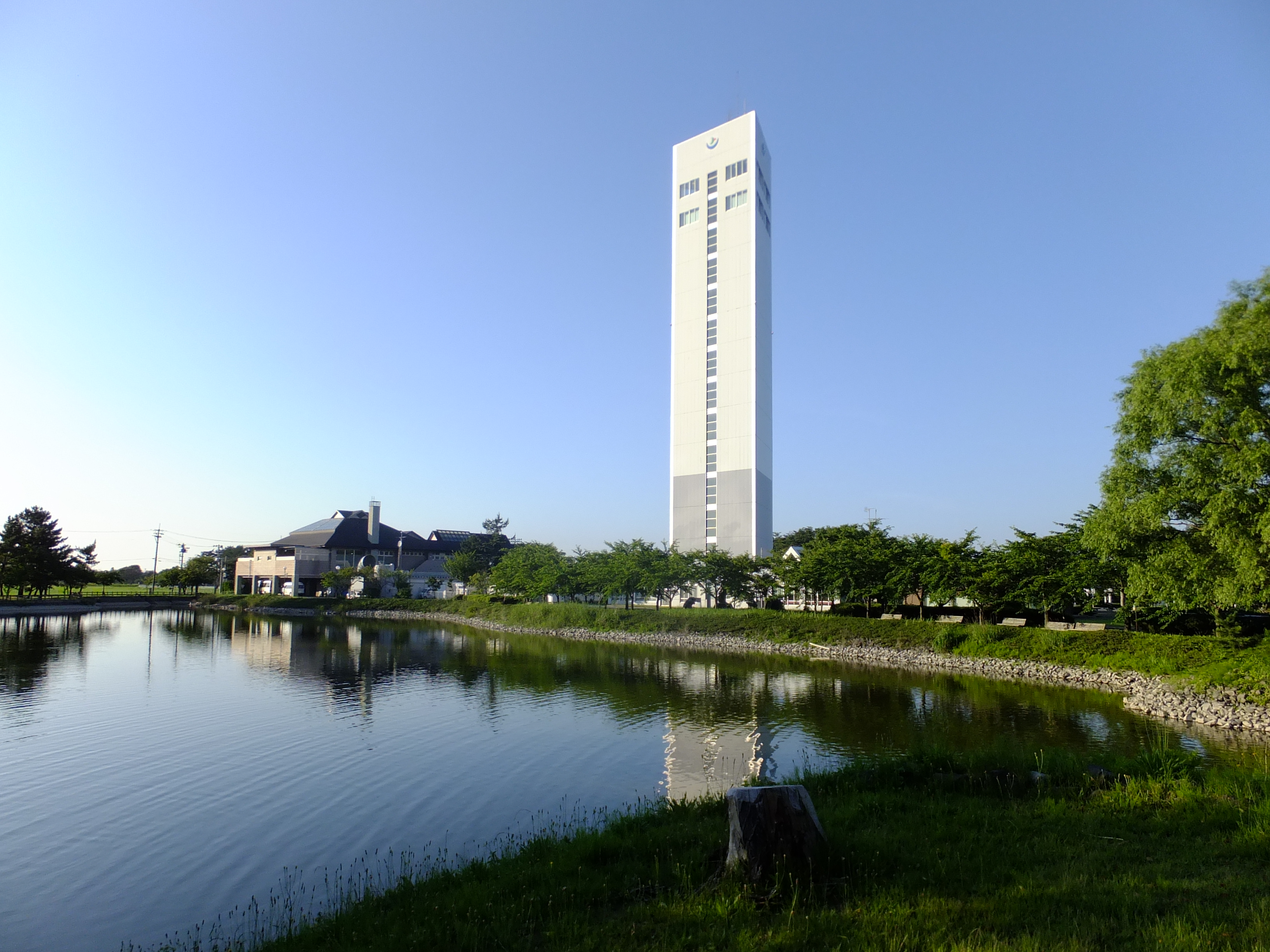
天王グリーンランド

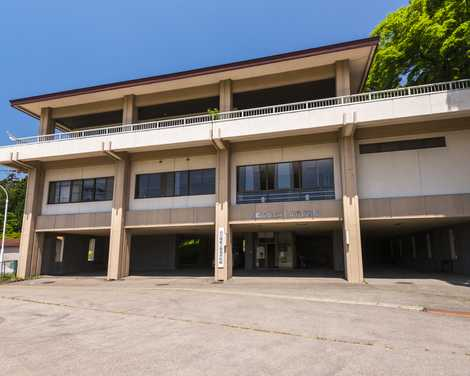
潟上市 郷土文化保存伝習館

- 潟上市郷土文化保存伝習館（石川理紀之助資料館）
- ブルーホール - 小玉醸造本社工場内に併設。

### スポーツ施設

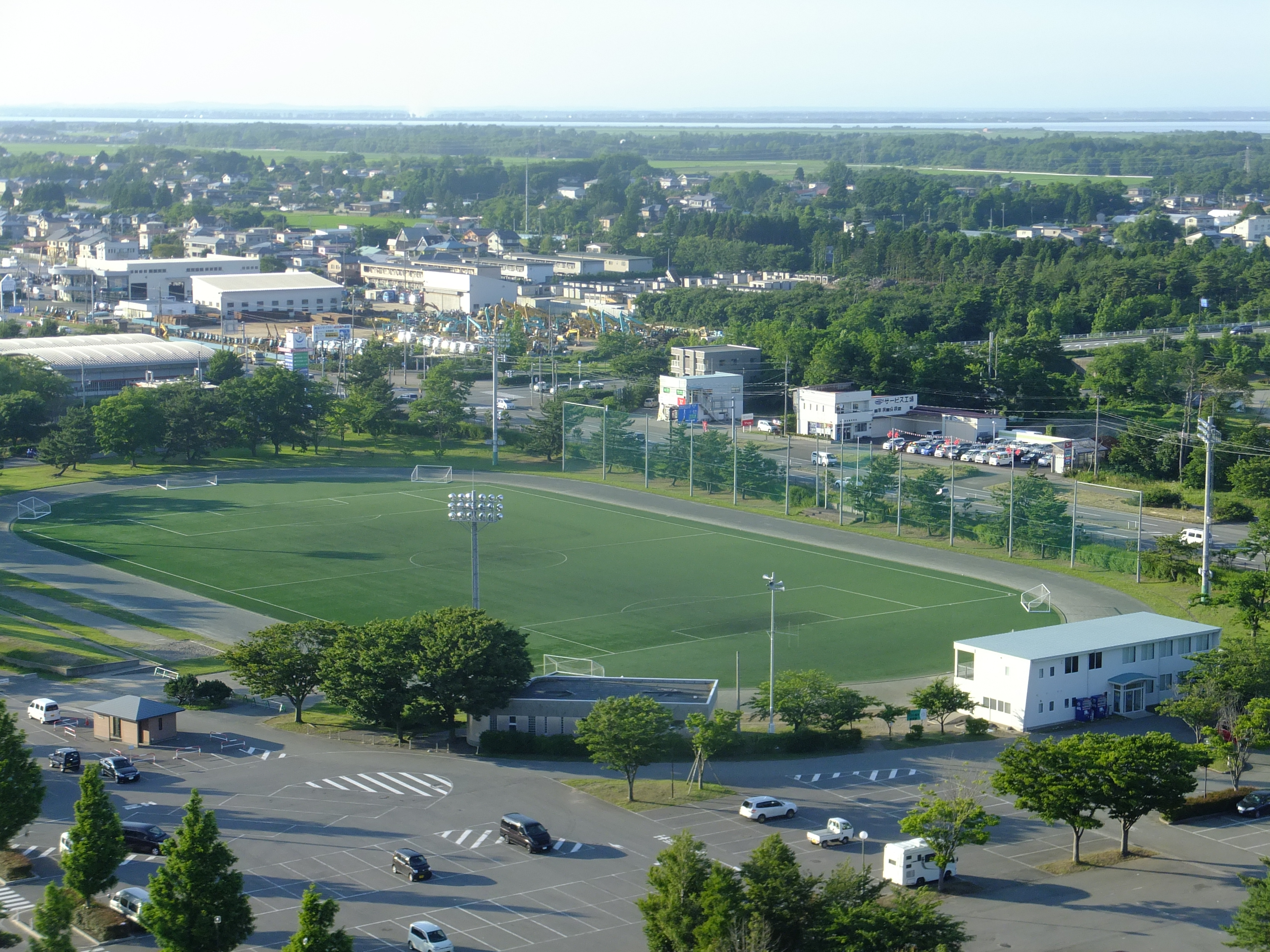
秋田県フットボールセンター

- 潟上市サッカーグラウンド
- 秋田県フットボールセンター

## 交通

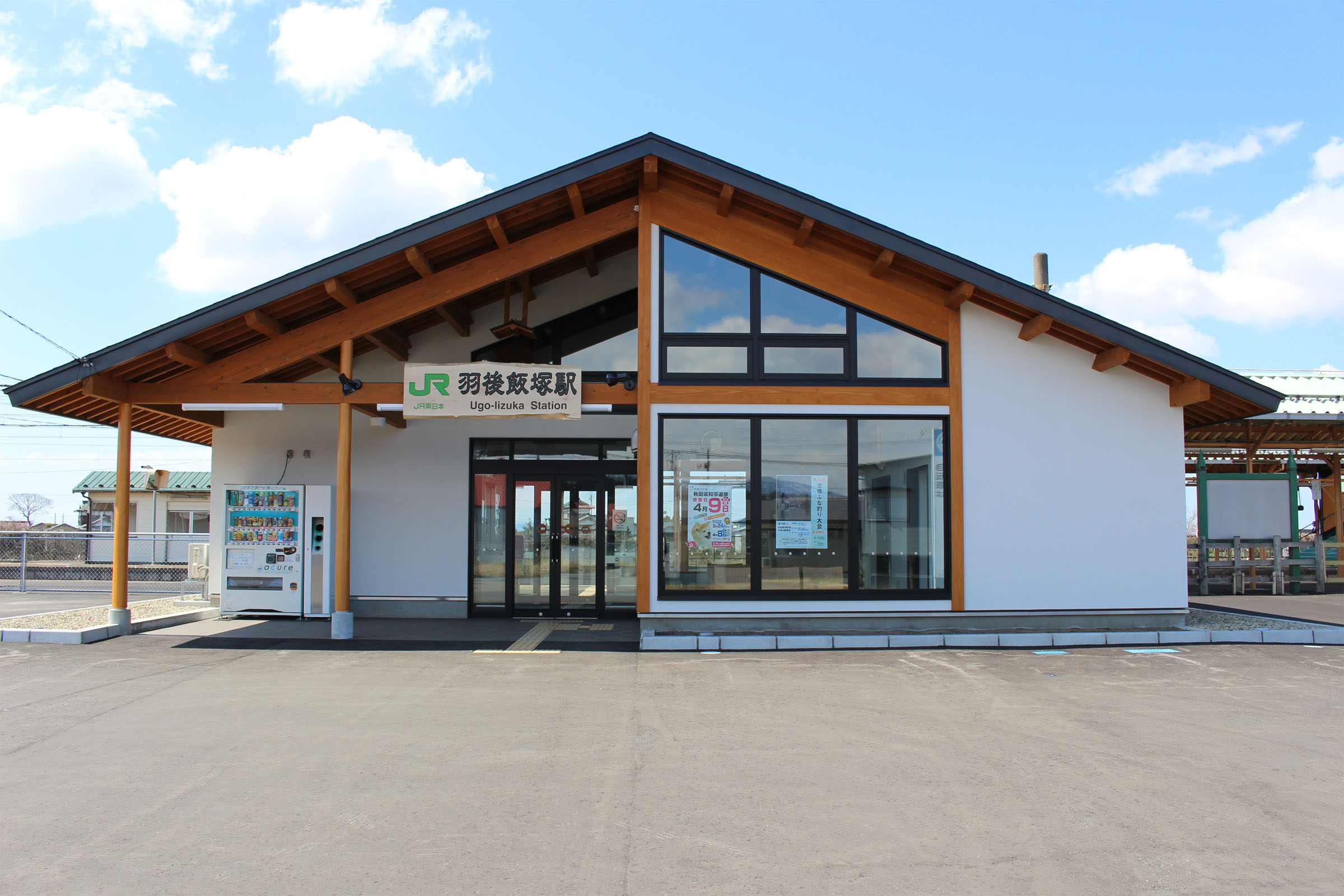
羽後飯塚駅舎（2017年4月）

### 鉄道
中心となる駅：二田駅
東日本旅客鉄道（JR東日本）
- 奥羽本線
  - 大久保駅 - 羽後飯塚駅

- 男鹿線
  - 出戸浜駅 - 上二田駅 - 二田駅 - 天王駅

### バス
- 秋田中央交通 - 秋田市と五城目町を潟上市旧昭和町域・同旧飯田川町域・井川町経由で結ぶ路線、秋田市と潟上市旧天王町域を結ぶ路線の2路線（3系統）。
  - 100：秋田駅西口 - 秋田中央郵便局前 - 港入口 - 追分三叉路 - 金足農高入口 - 八丁目入口 - 大久保駅入口 - 飯田川出張所前 - メルシティ潟上前 - 国花苑前 - 五城目バスターミナル
  - 101・105：秋田駅西口 - 秋田中央郵便局前 - 港入口 - 追分三叉路 - 出戸浜駅入口 - 天王グリーンランド（105番は秋田県立大学経由）
- 潟上市マイタウンバス - コミュニティバス（秋田中央トランスポートが運行）

### 道路

#### 高速自動車国道
- E7 秋田自動車道
  - 昭和男鹿半島IC（料金所は秋田市）

#### 一般国道
- 国道7号
  - 道の駅しょうわ（ブルーメッセあきた）
- 国道101号

#### 主要地方道
- 秋田県道41号秋田昭和線
- 秋田県道56号秋田天王線
  - 道の駅てんのう（天王グリーンランド）

#### 一般県道
- 秋田県道104号男鹿昭和飯田川線
- 秋田県道112号久保秋田線
- 秋田県道123号出戸浜停車場出戸浜線
- 秋田県道158号二田停車場線
- 秋田県道229号古井内大久保停車場線
- 秋田県道303号秋田昭和飯田川線

#### 自転車道
- 秋田県道403号秋田男鹿自転車道線

## 主なまつり
- 鷺舞（飯田川町）
- 東湖八坂神社の統人行事（重要無形民俗文化財）
- 東湖八坂神社例大祭「牛乗り」・「くも舞い」・毎年7月7日（天王地区）
- 八郎まつり（昭和地区）
- グリーンランドまつり（天王地区）

## 出身者

### 飯田川村出身
- 小玉健吉 - 工学博士

### 飯田川町出身
- 大橋直松 - 大相撲力士
- 菊地勇樹 - 元プロバスケットボール選手
- 小玉重夫 - 教育学者 東京大学名誉教授、白梅学園大学学長、放送大学客員教授
- マイ・ペース - 歌手
- 山平和彦 - フォーク歌手
- 東城りお - プロ雀士 潟上市ふるさと応援大使[5]

### 昭和町出身
- 開隆山勘之丞‐大相撲力士
- 金田勝年 - 法務大臣、衆議院議員、元大蔵省主計局主計官
- 桜庭和志 - 格闘家
- 高橋憲一 - 元プロバスケットボール選手
- 中村征夫 - 写真家
- 安田聖愛 - モデル・女優 潟上市ふるさと応援大使[5]

### 天王町出身
- 加賀健一 - プロサッカー選手
- 半田航也 - プロサッカー選手
- 嵯峨理久 - プロサッカー選手[6](出生は青森県)
- 櫻庭英悦[7] - 元農林水産省食料産業局長、元内閣官房内閣審議官 潟上市ふるさと応援大使[5]
- 二田孝治 - 元衆議院議員（7期） 元自民党組織本部団体総局長
- 吉田輝星 - プロ野球選手 北海道日本ハムファイターズ→オリックス・バファローズ（2018年度ドラフト会議1位指名） 潟上市ふるさと応援大使[5]
- 桜庭吉彦 - ラグビー日本代表 潟上市ふるさと応援大使[5]

### 旧町名不明
- 加藤未来 - 秋田テレビアナウンサー
- 菅原昭子 - 歌手
- 門間貴志 - 映画研究者
- 渡部純平 - モデル
- 伊藤卓 (サッカー選手) - プロサッカー選手
- ねじ - お笑いコンビ 潟上市ふるさと応援大使[5]

## 電話番号
- 市外局番は018である。収容局と局番は次の通り。
  - 追分(収容局設備は秋田市に設置)…870-4、872-0、873
  - 天王…870-6、872-1、878
  - 飯田川（昭和地区もこの局番）…854-8、855-5、877
  - ひかり電話…825-3,4、827-3〜9、838-4〜9、853-0,3〜9、874-7〜9、893-3外